# Dogai Coring
Dogai Coring (kinesiska: Duoge Cuoren, 多格错仁) är en sjö i Kina. Den ligger i den autonoma regionen Tibet, i den sydvästra delen av landet, omkring 590 kilometer norr om regionhuvudstaden Lhasa. Dogai Coring ligger 4 818 meter över havet. Arean är 271 kvadratkilometer. Den sträcker sig 17,5 kilometer i nord-sydlig riktning, och 36,9 kilometer i öst-västlig riktning.
Genomsnittlig årsnederbörd är 246 millimeter. Den regnigaste månaden är juli, med i genomsnitt 67 mm nederbörd, och den torraste är december, med 1 mm nederbörd.